# Lysophosphatidylcholine
Cet article court présente un sujet plus développé dans : 2-lysophosphatidylcholine.
Une lysophosphatidylcholine stricto sensu est une phosphatidylcholine dont l'un des deux résidus d'acide gras a été hydrolysé, typiquement par une phospholipase A2 sur le carbone 2 du résidu glycérol pour donner une 2-lysophosphatidylcholine ou par une phospholipase A1 sur le carbone 1 du résidu glycérol pour donner une 1-lysophosphatidylcholine ; l'hydrolyse subséquente de l'acide gras résiduel d'une lysophosphatidylcholine par une lysophospholipase donne l'α-glycérophosphorylcholine :
|                     |  |                           |  |                           |  |                            |
| Phosphatidylcholine |  | 2-lysophosphatidylcholine |  | 1-lysophosphatidylcholine |  | α-glycérophosphorylcholine |
En pratique, le terme « lysophosphatidylcholine » désigne presque toujours une 2-lysophosphatidylcholine.